# 합천 법연사 육경합부
합천 법연사 육경합부(陜川 法然寺 六經合部)는 대한민국 경상남도 합천군 가회면 법연사에 있는 조선시대의 육경합부이다. 2018년 4월 26일 경상남도의 유형문화재 제625호로 지정되었다.

## 개요
육경합부는 신자 들이 부처의 깨달음을 얻는데 바탕으로 삼는 대승경전 가운데 가장 지름길이 되는 금강경과 대방광불화엄경입불사의 해탈경계보현행원품, 대불정수능엄신주, 불설아미타경, 묘법연화경관세음보살보문품, 관세음보살예문을 차례로 필서하여 합한 것이며 이료는 1488년이라는 명확한 간행기록과 화음사 라는 간행한 장소도 상세히 알 수 있는 기록들이 남아있는 귀중본이다

## 참고 문헌
- 합천 법연사 육경합부 - 국가유산청 국가유산포털